# Parabronema
Parabronema ist eine Gattung der Fadenwürmer mit neun Arten. Sie sind Parasiten bei Säugetieren.

## Merkmale
Parabronema hat die Merkmale der Parabronematinae. Die Vertreter haben komplexe Kopfschilder, die in zwei Reihen angeordnet sind. Sie unterscheiden sich damit von der Schwestergattung Okapinema mit ihren ungeteilten Kopfschildern, die zudem nur bei Okapis vorkommt.

## Systematik
Zur Gattung gehören folgende Arten:
- Parabronema africanum Baylis, 1921
- Parabronema bonnei van Thiel, 1925
- Parabronema congolense Van Den Berghe & Vuylsteke, 1937
- Parabronema okapiae Vuylsteke, 1935
- Parabronema pecariae Ivaschkin, 1960
- Parabronema rhinocerotis Khalil, 1927
- Parabronema rhodesiense Yorke & Maplestone, 1926
- Parabronema roundi Fitzsimmons, 1962
- Parabronema skrjabini Raskowska, 1924

Synonym ist Squamanema van Thiel, 1925.